# Le Maître d'école cannibale

Le Maître d'école cannibale (en anglais : The Ghoulish Schoolmaster and the Stone of Pity) est un conte-type rencontré surtout dans les pays du Moyen-Orient et méditerranéens (notamment en Grèce), codifié ATU 894 dans la classification Aarne-Thompson-Uther (série 800-899 : Preuves de fidélité et d'innocence). Il a été étudié par divers folkloristes, dont Emmanuel Cosquin, Hasan M. El-Shamy, Nicole Belmont ou Emmanouella Katrinaki, . Il s'agit d'un conte plutôt sinistre et peu indiqué pour de jeunes enfants : une petite fille, qui a aperçu son maître d'école en train de dévorer un mort (parfois un enfant), est ensuite persécutée par celui-ci alors qu'elle s'obstine à affirmer qu'elle n'a rien vu ni rien dit à personne. Une fois mariée, elle voit ses enfants lui être retirés par le maître cannibale, qui la laisse accuser de les avoir elle-même dévorés, avant finalement de la laisser tranquille et de les lui rendre.

## Zone de diffusion
Le conte se rencontre surtout dans les pays arabes du Moyen-Orient (Palestine, Syrie, Jordanie, Iraq, Arabie saoudite, Égypte...) et le bassin méditerranéen (Turquie, Grèce, Italie, Balkans, Maghreb...) Toutefois, il existe aussi des versions irlandaises, et les colons européens l'ont acclimaté au Canada ; il est également attesté dans l'ex-URSS. Le titre anglais du conte-type (The Ghoulish Schoolmaster and the Stone of Pity) fait doublement référence à son origine orientale, les goules étant des créatures monstrueuses des folklores arabe et perse, et la « pierre de pitié » (ou : pierre de patience, etc.) constituant elle aussi un motif oriental.

## Conte autonome ou épisode introductif?
Tardivement introduite dans la classification Aarne-Thompson en tant que « conte-nouvelle », l'entrée AT 894 a été remise en cause par divers chercheurs. Telle qu'elle avait été définie, il semble qu'elle se soit à l'origine appuyée quasi exclusivement sur une variante sicilienne rapportée par Laura Gonzenbach dans ses Sicilianische Märchen (1870) ; celle-ci présente la particularité d'enchaîner deux séquences bien distinctes, quoique comportant des similarités (principalement le thème de la longue patience de l'héroïne et de sa durée symbolique, et le motif de la pierre de patience associé).
Dans la classification Aarne-Thompson-Uther, Hans-Jörg Uther indique que le conte-type ATU 894, qui inclut les types précédents 437 (« La fiancée supplantée ») et 707A (« Introduction aux Trois Fils d'or : Le Maître d'école ogre »), se présente sous deux formes principales :
- dans l'une, une princesse mariée à un prince étranger donne naissance à plusieurs enfants, qui sont kidnappés par un maître d'école cannibale. Celui-ci fait croire que la princesse a elle-même tué ses enfants ; elle est emprisonnée. Alors que le prince part en voyage, sa femme, de sa prison, lui demande de lui rapporter trois objets, dont une pierre de patience et un couteau, ce qu'il fait. Il surprend bientôt la princesse tandis qu'elle raconte ses malheurs à la pierre, tout en cherchant à se tuer avec le couteau. La pierre finit par gonfler et éclater, ne pouvant supporter autant de malheur. Le prince reconnaît l'innocence de sa femme, et le maître d'école ramène les enfants qu'il avait enlevés.
- dans la seconde, une princesse découvre le corps d'un prince en léthargie, qui ne peut être ramené à la vie que si quelqu'un prend soin de lui sans interruption pendant une période déterminée (sept ans, sept mois et sept jours). Juste avant la fin de la période fatidique, la princesse, épuisée, recourt à une esclave pour s'occuper du prince pendant qu'elle s'accorde quelques heures de repos. Mais l'esclave prend sa place et s'attribue le mérite de la résurrection du prince, qui l'épouse, la princesse étant traitée comme une servante. Cette dernière, ayant obtenu un couteau et une pierre de patience, raconte ses malheurs à la pierre, qui éclate de pitié, et veut se suicider avec le couteau. Le prince, qui a tout entendu, arrête son geste, punit l'esclave et épouse la vraie princesse.

Plusieurs chercheurs font cependant remarquer que les deux versions n'ont guère comme point commun que certains motifs spécifiques ; il s'agirait donc bien de deux contes différents. De plus, la présence d'éléments ressortant du merveilleux semble contradictoire avec le classement du récit dans les « contes-nouvelles ».
Emmanuel Cosquin s'est intéressé à ce conte dans le cadre de son étude sur « Le Prince en léthargie », thème pour lequel il recense quatre types d'introductions :
- la princesse qui aime son père comme le sel (ou : Le Roi Lear[7])
- la prédiction menaçante de l'oiseau (un oiseau annonce à une princesse qu'elle épousera un mort)
- le thème du maître d'école ogre
- la Malchance.

Il considère la version sicilienne de Gonzenbach comme « pour le moment, le seul spécimen connu d'une très curieuse combinaison du thème du Prince en léthargie avec un thème non moins étrange, celui du Maître d'école ogre, lequel thème fournit ici au premier son introduction », et mentionne comme « une curieuse forme du thème pur » du Maître d'école ogre une version du sud de la péninsule arabique en langue mehri, traduite par Alfred Jahn. Cette version inclut les motifs de l'enfermement de la mère dans un château, du vaisseau empêché d'avancer, et des objets rapportés à la princesse enfermée et auxquels elle conte ses peines.

## Le conte proprement dit

### Schéma général
Si l'on se restreint au récit concernant exclusivement le « maître d'école cannibale », on peut reprendre le schéma en 3 épisodes proposé par le folkloriste grec Georgios Megas (el) (1974) à partir des versions grecques, tel que résumé par E. Katrinaki :

« 
1. Une jeune fille voit le maître d'école en train de manger de la chair humaine et s'enfuit. En partant, elle perd son soulier et ainsi le maître d'école la retrouve et l'oblige à garder le secret sur ce qu'elle a vu. Le vent l'amène dans un palais, et le prince l'épouse.
2. Elle met au monde (successivement) trois enfants, mais le maître d'école les dévore et lui demande de ne rien avouer. On l'accuse d'avoir mangé ses propres enfants et on la punit cruellement.
3. Au dernier moment, le maître d'école lui ramène ses enfants sains et saufs.

 »

### Le dialogue entre l'héroïne et son persécuteur
G. Megas rapporte, parmi 15 versions grecques, une version originaire de Chypre dans laquelle le dialogue entre le maître et la jeune fille apparaît typique :
– Ma chère fille Hélène...
– Qu'y a-t-il, mon cher maître ?
– Tu as monté l'escalier d'or, et tu l'as descendu. Qu'est-ce que tu as vu et qu'est-ce que tu as dit ?
– J'ai monté et descendu l'escalier d'or, je n'ai rien vu ni dit.
(Dans certaines versions orientales, l'héroïne affirme qu'elle n'a vu que « grâce et beauté »).
En fait, le maître sait parfaitement qu'Hélène l'a surpris dans son activité cannibalique, mais bien qu'elle le nie, il la frappe et lui enlève son enfant. On remarque la manière dont les interlocuteurs s'adressent la parole, empreinte d'une affection apparente alors que leurs rapports sont en réalité de perversion et de brutalité masculine, opposées à la soumission de la jeune femme.

## Rapprochement avec d'autres contes

### Le cannibalisme
Le cannibalisme intervient dans de nombreux contes, en particulier ceux qui font intervenir le personnage de l'ogre, ou de l'ogresse (ou la sorcière). Voir entre autres Le Petit Poucet, Hansel et Gretel, Le Conte du genévrier, ou encore le conte russe Prince Daniel, mots de miel.

### La longue patience de l'héroïne
Le thème principal du conte est celui de l'incroyable patience de l'héroïne, de sa soumission à son « maître » et de sa capacité à endurer des épreuves injustes et inhumaines. En cela, le conte évoque le thème de Griselda (Griselidis : voir La Marquise de Salusses de Charles Perrault, ). Toutefois, dans Griselidis, le mari teste simplement la constance et l'obéissance de sa femme, alors que dans Le Maître d'école, le maître éprouve la capacité de l'héroïne à garder un terrible secret relatif à un crime qu'il a lui-même commis. Dans L'Enfant de Marie de Grimm, qui est un conte typiquement christianisé (le personnage qui impose les épreuves y est la Vierge Marie, et les qualités mises à l'épreuve sont des vertus chrétiennes), la motivation de l'héroïne est inversée : elle s'obstine dans la dénégation, non par soumission, mais par refus de reconnaître sa propre faute, qui est d'avoir ouvert une porte interdite (voir La Barbe bleue). Ainsi, dans le cas du Maître d'école comme dans celui de L'Enfant de Marie, l'héroïne a vu un spectacle qu'elle n'aurait pas dû voir (un acte de cannibalisme dans le premier cas, la Trinité dans le second), mais dans un cas elle est innocente et protège le criminel (qui, après des années de maltraitance, finira par la laisser tranquille), dans l'autre elle refuse de reconnaître sa faute initiale – avant d'accepter au dernier moment de se confesser, alors qu'elle est déjà sur le bûcher, ce qui entraînera le pardon de la Vierge. Dans les deux cas, ses enfants, qui lui avaient été soustraits (parfois même dévorés dans le cas du Maître d'école), lui sont rendus.
Si la morale du conte chrétien semble claire (il sera pardonné à ceux qui se seront repentis), ce n'est pas le cas du conte d'origine orientale. Outre que les traitements infligés à la jeune fille sont bien plus brutaux et iniques (bien qu'elle réponde de la manière attendue, elle est frappée par le maître cannibale, qui non seulement lui enlève à chaque fois son enfant, mais de plus laisse croire qu'elle l'a dévoré), la raison qui fait qu'à un moment donné, le maître cesse de la persécuter n'est pas précisée.
E. Katrinaki propose une comparaison, épisode par épisode, du Maître d'école et de L'Enfant de Marie (AT 710) et conclut que les différences consistent essentiellement en trois points :
- le sexe de la personne qui met l'héroïne dans une situation de « secret »
- l'interdiction implicite ou explicite
- le mutisme (imposé par la Vierge), opposé au refus de parler (Le Maître d'école).

Elle propose donc de retirer l'AT 894 de la catégorie des « contes-nouvelles » et de le considérer comme une variante de l'AT 710.

### La cruauté du persécuteur
C'est dans les versions orientales que le persécuteur apparaît à la fois, non seulement comme cannibale, mais de surcroît comme un pervers sadique et brutal. Dans Griselidis, s'il semble également sadique, il n'exerce pas de violence physique sur sa femme. Quant à la Vierge du conte de Grimm, elle ne peut évidemment être mauvaise en soi, et la faute incombe à l'héroïne et non à l'entité qui la persécute (avatar probable de la fée marraine, le personnage de la marraine étant traditionnellement chargé de l'éducation de l'enfant).

### Le soulier perdu dans la fuite
On retrouve fréquemment dans ce conte le motif de l'héroïne qui perd un soulier (parfois : un soulier d'or, ou un anneau de cheville, dans certaines versions orientales) en descendant précipitamment un escalier, ce qui rappelle bien sûr l'histoire de Cendrillon, et montre en même temps que les motifs ne sont pas obligatoirement associés à un conte-type unique. Dans Cendrillon d'ailleurs, la pantoufle de verre permet au prince de retrouver la jeune fille qu'il veut épouser, alors que dans Le Maître d'école, celui-ci se sert du soulier perdu comme pièce à conviction pour confondre et accabler l'héroïne.

### Les enfants volés et la mère accusée
Cet épisode relève du conte-type AT 707 (Les Trois Fils d'or, ou L'Oiseau de Vérité), dont on trouvera un écho par exemple dans Le Conte du tsar Saltan, de Pouchkine (la mère, accusée à tort d'avoir à chaque fois mis au monde un animal, finit par se faire bannir par son mari). Il peut faire penser aussi au conte-type d'animaux AT 178A, Le Chien innocent, dans lequel le chien est accusé à tort par son maître d'avoir dévoré l'enfant dont il avait la garde, car il a la gueule barbouillée du sang de l'animal agresseur, .

### Le persécuteur saccage la boutique
Dans certaines versions du conte, la jeune femme trouve à s'employer dans l'échoppe d'un marchand, mais son persécuteur survient et saccage tout dans la boutique, la laissant accuser là aussi. Ce motif évoque un épisode du Roi Barbe-de-grive où, alors que la jeune femme s'occupe à vendre de la poterie, son mari survient sous l'apparence d'un hussard ivre qui brise toute sa marchandise. Le but du mari dans ce cas est de rabaisser l'orgueil déplacé de sa femme.

### L'esclave usurpant la place de l'héroïne
Ce motif se retrouve notamment dans le conte des Trois Cédrats de Basile (début XVIIe siècle ; thème de L'Amour des trois oranges). L'esclave, habituellement une « négresse » ou une tzigane, se caractérise par sa laideur en sus de sa perfidie.

### La jeune fille enfermée dans la tour
Cet épisode, qui intervient dans certaines versions, évoque notamment Raiponce (Rapunzel), de Grimm (AT 310), et son antécédent Fleur-de-persil, figurant dans Le Conte des Contes (ou Pentamerone) de Basile (2e journée, 1er divertissement).

### La pierre de patience
Le motif de la pierre de patience, typiquement oriental, apparaît dans diverses versions, ce qui semble assez naturel pour un conte dont la patience est le thème principal. Il s'agit d'une pierre qui apparemment absorbe l'injustice en gonflant, jusqu'à éclater pour la dénoncer. L'héroïne l'a obtenue à sa demande, en même temps qu'un « couteau d'égorgement » (ou : une corde pour se pendre), et parfois une poupée à laquelle elle raconte ses malheurs, au moment où elle estime ne plus pouvoir supporter plus longtemps sa situation et veut se suicider. Chez Gonzenbach toutefois, le motif est affaibli, et il ne s'agit plus que d'une pierre ponce sur laquelle la jeune fille aiguise le couteau. Cet épisode a été étudié par Christine Goldberg dans son article The Knife of Death and the Stone of Patience.
Christine Goldberg fait remarquer que l'épisode de la pierre de patience, aisément reconnaissable, se retrouve dans divers autres contes qui n'ont guère d'autre rapport avec le présent récit (notamment les contes méditerranéens à propos de la conception magique liée à l'ingestion d'un pétale de rose, ou aux roses d'une façon générale). Dans le Conte des contes de Basile, figure l'histoire de La Petite Esclave (II.8), née à la suite de l'ingestion par sa mère d'un pétale de rose et qui, maltraitée, réclame « une poupée, un couteau et une pierre ponce ». Elle raconte ses malheurs à la poupée et, n'obtenant pas de réponse, finit par menacer : « Attention, si tu ne me réponds pas immédiatement, je me poignarde ». (Un baron, qui l'a épiée, l'en dissuade et lui trouve un mari). Dans ce conte, c'est la poupée qui s'enfle « comme l'outre d'une cornemuse quand on souffle dedans ».
Le motif de la pierre de patience a déjà été utilisé par le poète persan Rudaki (859-941) ; dans les versions orientales du conte, il est parfois mis en rapport avec l'aloès, dont les fleurs éclosent avec un craquement sec.

### Autres liens
Certaines versions suggèrent des rapprochements avec La Belle au bois dormant (l'aiguille, ou l'épine, qui entraîne un sommeil léthargique), ou Blanche-Neige (la jeune femme est exposée dans un cercueil de verre).
Nancy Schmitz rapporte une version jamaïcaine de ce conte dans laquelle l'entité cannibale est une vieille femme, nommée Nancy Fairy. Elle est surprise par une petite fille, qu'elle avait épargnée car trop jolie, alors qu'elle s'apprête à dévorer un bébé. Devant le refus de la petite fille d'avouer ce qu'elle a vu, la vieille l'emmène au fond d'une forêt, où elle la nourrit tous les deux jours. Un jour, un prince tombe amoureux de la jeune fille et l'épouse, mais la vieille lui volera successivement deux nouveau-nés, après avoir giflé la jeune mère, la laissant muette et ensanglantée. Elle lui rendra les enfants au dernier moment : elle avait considéré qu'ils étaient à elle, puisque le prince lui avait pris sa « fille » sans son consentement.
La violence et le sadisme du persécuteur, ainsi que l'évocation de la scène interdite vue par l'héroïne trop curieuse, font aussi penser à La Barbe bleue (d'autant que dans certaines variantes italiennes, la Barbe Bleue dévore des cadavres), mais la comparaison semble s'arrêter là.

## Commentaires et interprétations
Christine Goldberg attire l'attention sur la symétrie qui organise le conte :
- au cannibalisme du maître d'école fait écho le supposé cannibalisme de la jeune mère
- aux passages dialogués répondent, dans le récit de sa vie que l'héroïne fait à la pierre de patience, les adresses à celle-ci ou au couteau (« Ô couteau, pourquoi ne veux-tu pas me tuer ? »)
- la scène du début, où l'héroïne épie le maître d'école (par le trou de la serrure, dans la version de Gonzenbach) se répète à la fin, lorsque le mari épie sa femme en train de parler aux objets magiques.

Elle note aussi que si l'accusation principale de l'ogre contre la jeune fille (avoir été témoin du cannibalisme) est justifiée, les autres accusations qu'il porte par la suite sont fausses.
E. Katrinaki propose une interprétation psychanalytique du conte. Faisant d'abord remarquer que dans de nombreuses cultures, l'acte de manger est archaïquement rapproché de l'acte sexuel, elle émet l'hypothèse que le récit concerne symboliquement le développement sexuel des filles. La scène initiale interdite serait une scène sexuelle, voire incestueuse, qui terrorise la jeune fille. Par la suite, après une sorte d'initiation symbolique (elle est transportée par le vent, ou un nuage, et séjourne dans un arbre creux en forêt, dépouillée de tout), elle accède au mariage, mais l'expérience qu'elle a vécue continue à représenter un obstacle à la maternité (ses enfants lui sont enlevés, et elle se soumet à son sort ; à cause de sa bouche barbouillée de sang, on croit qu'elle les a dévorés). Nicole Belmont évoque à ce sujet un « fantasme de maternité inversée » et estime, s'inspirant de Freud, que la dénégation répétée, à longs intervalles successifs, permet l'élaboration du refoulé et finalement son acceptation ; ainsi s'expliquerait le dénouement du conte oriental.
Si l'on prend en compte l'ensemble des motifs détectables dans les différentes versions du conte, on remarque combien des histoires différentes peuvent se retrouver entrelacées dans la tradition. Ce conte est un exemple de la difficulté de définir des contes-types bien distincts et indiscutables.

## Motifs
Les motifs suivants, tels que codifiés par Stith Thompson, sont parmi ceux qui apparaissent dans les principales versions du conte :
- G11.9 (Le maître d'école ogre persécute une jeune fille qui l'a vu manger de la chair humaine et refuse de lui dire ce qu'elle a vu).
- D2064 (Maladie magique).
- Z72.2 (Sept ans, sept mois, sept jours).
- D1960.3 (La Belle au Bois dormant : sommeil pour une période définie).
- D714 (Désenvoûtement par frottement).
- D750 (Désenvoûtement grâce à la fidélité d'autres personnages).
- K2251.1 (La perfide esclave).
- K1911.1.4 (La fausse fiancée achève la tâche de la vraie fiancée et prend sa place).
- H13.2.2 (Reconnaissance par interception d'une conversation avec une pierre).
- D1318.1.1 (Une pierre éclate en signe de jugement injuste)[23].
- Q581 (La personne condamnée au châtiment qu'elle avait proposé pour un autre).